# Zanclus cornutus
Famille
Genre
Espèce
Le Zancle cornu (Zanclus cornutus), aussi appelé Porte-enseigne cornu, Tranchoir cornu, Idole mauresque ou Idole des Maures ou encore Poisson-cocher blanc est une espèce de poissons tropicale omnivore qui vit dans l'ensemble de la zone Indo-Pacifique tropicale. Il est emblématique des récifs coralliens de l'océan Indien.

## Dénominations
Le nom binomial Zanclus cornutus provient du grec zagklion qui signifie faucille, en référence à la forme du poisson, et du latin cornutus qui signifie cornes, en référence aux deux petites cornes que possède l'adulte au dessus de ses yeux.
Le nom vernaculaire "idole des maures"  provient du statut du poisson auprès de certaines populations d'Asie du Sud-Est, qui le considéraient comme sacré.

## Caractéristiques
Zanclus cornutus possède corps est haut, très comprimé latéralement, et présente deux bandes noires, une large derrière les yeux et une à l'arrière du corps, bordée à l'arrière d'un liseré blanc. Les nageoires pelviennes et caudale sont également noires. le reste du corps est blanc et jaune, et une tâche orange triangulaire est présente sur le museau. La coloration du poisson est moins contrastée la nuit, les parties noires s'éclaircissant et les parties blanches devenant grises.
Les trois premières épines de la nageoire dorsale sont très allongées, formant un étendard. La nageoire dorsale est blanche, les nageoires pelviennes sont noires, les nageoires pectorales sont transparentes et la caudale est noire avec une fine bande blanche.
Il mesure environ 20 cm (jusqu'à 24 cm).
Si l'on n'y prend garde, il est facile de le confondre avec les poissons du genre Heniochus, notamment Heniochus acuminatus et Heniochus diphreutes. Le zancle a toutefois un museau plus allongé et orné d'une selle orange, une caudale noire et ne possède pas de partie membraneuse arrondie à l'arrière de sa nageoire dorsale.

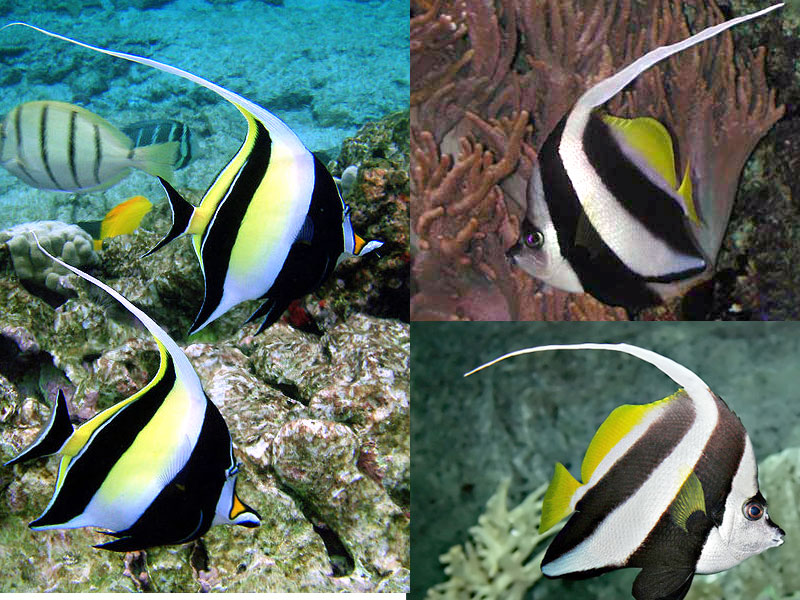
Comparaison entre trois espèces très similaires : le zancle cornu Zanclus cornus (gauche), le poisson-cocher grégaire Heniochus diphreutes (en haut) et le poisson-cocher commun Heniochus acuminatus (en bas)

## Écologie et comportement

### Comportement
Le zancle cornu est un poisson commun qui se déplace souvent en bancs importants. Les adultes forment des couples pour la vie.

### Alimentation
Zanclus cornutus se nourrit principalement d'éponges, d'algues et de petits organismes benthiques,.

### Reproduction
Le dimorphisme sexuel est faible, les mâles ont des épines supra-operculaires un peu plus développées.
La fécondation des œufs est externe, et ceux-ci sont pélagiques. Les larves, qui ont déjà la forme de l'adulte, dérivent dans le courant jusqu'à atteindre une taille de 7 à 8 cm. Les populations sont donc très brassées, ce qui explique la large dispersion de l'espèce et la similarité des colorations dans l'ensemble de l'aire de répartition.

## Habitat et répartition
Zanclus cornutus est présent dans l'ensemble de l'océan indien, et dans tout le Pacifique tropical jusqu'à l'île de Lord Howe et la Nouvelle-Calédonie au sud, le sud du Japon au nord et le golfe de Californie et le Pérou à l'est.
Il peuple des biotopes variés : récifs côtiers, lagons, ports, platiers et pentes récifales. Il se rencontre de 3 à 180 m de profondeur.

## Classification
Ce poisson est actuellement l'unique espèce de son genre Zanclus et de sa famille ; cependant il est étroitement apparenté à l'espèce éteinte Eozanclus brevirostris, connue dans l’Éocène inférieur du Monte Bolca, en Vénétie (Italie), qui vivait il y a environ 49 Ma (millions d'années) dans un environnement de récif corallien[réf. nécessaire].

## LeZanclus cornutuset l'humain

### "L'idole des maures"
Ce poisson est vénéré en Polynésie et est remis à l'eau lorsqu'il est pêché. Il y est appelé « paraha tore ».

### Aquariophilie
Bien qu'appréciée des aquariophiles, l'espèce est très difficile à maintenir en captivité. La plupart des individus ne survivent pas à l'exportation (bien que les pourcentages de pertes varient en fonction des lieux de pêche), et ceux qui résistent au transport vivent rarement longtemps en aquarium.

### Philatélie
Le zancle cornu figure sur les séries de timbres suivantes :
- Ryukyu, 10/8/1959, 3 c.
- Ryukyu, 1960-1962, 3 c. (type de 1959 modifié)
- Djibouti 1981 N° Yvert et Tellier 528

### Culture populaire
Dans le film d'animation Pixar de 2003 Le Monde de Nemo, Gill, le poisson balafré en aquarium, est un zancle cornu.